# Abstracción-Creación
Abstracción-Creación (en francés, Abstraction-Création fue una asociación de artistas abstractos que se formó en París en 1931 para contrarrestar la influencia del poderoso grupo surrealista liderado por el poeta André Breton. 

## Trayectoria
El grupo Abstracción-Creación —uno de tantos de artistas abstractos que se formaron en la años 1930, como Cercle et carré (Círculo y cuadrado)— fue fundado por Auguste Herbin, Jean Hélion y Georges Vantongerloo. Estos pintores formaron el grupo para fomentar el arte abstracto después de que la tendencia volviera hacia la representación en los años 1920. Asumieron los planteamientos teóricos del concretismo de Theo van Doesburg. Llegó a tener más de 400 asociados de las más diversas nacionalidades y tendencias dentro del abstraccionismo: Naum Gabo, Antoine Pevsner, Piet Mondrian, Vasili Kandinsky, El Lissitzky, Luigi Veronesi, Frank Kupka, Paule Vézelay y Araceli Gilbert.
Celebraron exposiciones de arte por toda Europa y desde 1932 hasta 1936 publicaron Abstraction-création: Art non-figuratif. Cada número de esta revista fue dirigido por un miembro que era elegido al interior del grupo; así, Hélion estuvo a cargo del 1º; Herbin del 2º; Vantongerloo del 3º y 4º; y Étienne Béothy del 5º. 
Era un grupo no prescriptivo de artistas, cuyos ideales y prácticas variaron de unos a otros ampliamente. Entre las personas involucradas con este grupo y su publicación, cabe mencionar, además de los ya citados, a Jean Arp, Luigi Veronesi, Marlow Moss, Barbara Hepworth, Ben Nicholson, Kurt Schwitters, Tarō Okamoto, Paule Vézelay, Bart van der Leck, León Tutundjian o John Wardell Power. Al grupo perteneció también al menos un sudamericano, el chileno Luis Vargas Rosas.
El periódico fue reeditado por Arno Press, Nueva York, en 1968. 